# أحمد بن علي الأنصاري
أحمد بن علي بن أحمد الأنصاري رياضي وسفير سابق قطري، ولد في منطقة زكريت بتاريخ 25-12-1944م، من أوائل مؤسسين النظام الرياضي لدولة قطر وأمين سر أول لجنة رياضية لإدارة كرة القدم وأول رئيس لنادي الوحدة بعد تأسيسه عام1957م، لعب كرة القدم مع لاعبين كبار ذلك الوقت، ثم التحق بالعمل في وزارة التربية والتعليم بعد أن أنهى دراسته من بغداد فأصبح معلماً للتربية الرياضية، بالاَضافة إلى بصمته التاريخية في مجال الرياضة لدولة قطر فقد درس العلوم السياسية والتحق بالعمل في وزارة الخارجية وعمل لفترة طويلة في العديد من البعثات الدبلوماسية فاكتسب خبرات سياسية متراكمة وتحصّل على عدة ترقيات حتى وصل درجة سفير فأصبح سفير لدولة قطر في كل من باكستان وأيطاليا وغيرها من الدول، كما مثّل الدولة في عدد من المؤتمرات والمحافل الدولية والإقليمية.

## المؤهلات العلمية
- بكالوريوس تربية رياضية من جامعة بغداد.[4]
- اقتصاد وعلوم سياسية من جامعة القاهرة، جمهورية مصر العربية عام 1969م.

## الخبرات المهنية
- عمل مساعدا لمفتش التربية الرياضية عام 1968م بوزارة التربية والتعليم.
- عضو الهيئة الفنية لرعاية الشباب العربي عام 1968م والمنبثقة من الأمانة العامة لجامعة الدول العربية.
- مفتش للتربية الرياضية عام 1980 بوزارة التربية والتعليم.
- عمل مندوبا دوليا للكشافة القطرية عام 1980م بوزارة التربية والتعليم.
- عمل مديرا عاما لإدارة رعاية الشباب عام 1982م بوزارة التربية والتعليم وورعاية الشباب.
- أنتقل للعمل بوزارة الخارجية عام 1979م.
- جمهورية باكستان الإسلامية عام 1979م، وسفيرا غير مقيم لدى إندونيسيا عام 1980 وماليزيا عام 1981م.
- سفيراً لدولة قطر لدى سلطنة عُمان عام 1989م.
- سفيراً لدولة قطر لدى الجمهورية الإسلامية الإيرانية عام 1993م.
- سفيراً لدولة قطر لدى جمهورية الإيطالية عام 1996م،[5] وسفير غير مقيم لدى البوسنة والهرسك ومالطا 1997م.

### الجوائز والأوسمة
- وسام نجمة باكستان من جمهورية باكستان الإسلامية عام 1988م.
- شهادة تقدير من الهيئة العامة للشباب والرياضة القطرية عام 1990م.
- شهادة تقدير من إدارة التربية الرياضية بوزارة التربية والتعليم العالي لجهوده في إثراء الحركة الرياضية المدرسية عام 2001م.
- وسام الفارس من الجمهورية الإيطالية عام 2001م.
- ميدالية القادة الذهبية ودرع اليوبيل الفضي من مجلس وزراء الشباب العربي من قبل جامعة الدول العربية عام 2003م، بمناسبة رئاسته للوفد القطري في أول اجتماع لوزراء الشباب العرب في صنعاء عام 1978م، وبمناسبة مرور 25 عاما على تأسيس المجلس.
- شهادة تقدير من النادي العربي لمساهمته في دفع مسيرة النادي الرياضية عام 2009م.
- ميدالية ذهبية وشهادة تقدير من اللجنة المنظمة العليا لدورة كأس الخليج العربي لكرة القدم في اليمن لدوره الإداري في كأس الخليج العربي لكرة القدم عام 2010م.
- وسام الأمتياز لمجلس التعاون الخليجي لكبار القادة الرياضيين من مملكة البحرين عام 2013م.